# Pokristjanjevanje Alpskih Slovanov
Pokristjanjevanje Alpskih Slovanov se je začelo v 9. stoletju. To delo so menihi in duhovniki upravljali postopoma. V času pokristjanjevanja lahko govorimo tudi o času dvoverja, saj sta vzporedno obstajala krščanska in »stara vera« Slovanov. Širjenje krščanstva v Vzhodne Alpe je povezano s priznanjem karantanskega kneza Boruta do nadoblasti Bavarske, ki pa je bila od leta 743 pod vplivom krščanske Frankovske države. 
Sprva so celotno območje naselitve Alpskih Slovanov pokristjanjevali duhovniki iz Salzburga, kasneje pa iz dveh središč, ki so ju določili leta 796 na vojnem pohodu proti Avarom. Salzburški nadškof Arn je na posvetu določil reko Dravo, kot mejo vpliva Salzburške in Oglejske cerkve, kar je frankovski vladar Karel Veliki potrdil leta 811. Severno od Drave so pokristjanjevali iz središča v Salzburgu, Slovane južno od Drave pa iz Ogleja.

## Zgodnje širjenje krščanstva severno od Drave
Oblast je po smrti svojega očeta kneza Boruta prevzel prvi krščanski karantanski knez Gorazd, ki so ga na Bavarskem dvoru, kot talca vzgojili v kristjana. Po treh letih vladanja, je Gorazd umrl. Nasledil ga je njegov bratranec Hotimir (vladanje 752-769). Skupaj s Hotimirjem je v Karantanijo prišel tudi prvi duhovnik, ki je začel oznanjati krščansko vero. Večina duhovnikov je prihajala iz Salzburga, od tam pa jih je pošiljal škof Virgil. Karantanski pokrajinski škof je bil Modest. V njegovi pristojnosti je bilo nadziranje širjenja vere, blagoslavljanje novih cerkva in posvečevanje duhovnikov po kanonskih določilih. V namen širjenja vere so začeli zidati prve samostane in cerkve. Cerkve so pogosto zidali na mestu staroverskih svetih mest in si jih s tem prisvojili, častilcem prejšnje vere pa prepovedali njihovo bogoslužje. Zato se na nekatere cerkve navezuje ljudsko izročilo, da je bilo »tam prej svetišče druge vere«.
Krščanstvo se je širilo postopoma. Vero je morala najprej sprejeti celotna knezova družina, saj mu bo tako lahko sledilo ljudstvo. Karantanci so se širjenju krščanstva sprva uspešno upirali, vendar so bili zatrti. Misijonska dejavnost se je še stopnjevala. Naloga misijonarjev je bila, da se Slovane, ki so častili svoje starodavne bogove tako ali drugače, spreobrne v krščanstvo. Za krščanskega boga Jehovo pa naj se uporabi ime Bog, izraz, ki označuje slovanske bogove.

## Zgodnje širjenje krščanstva južno od Drave
Pokristjanjevanje južno od Drave je potekalo iz Ogleja. Po koncu avarskih vojn je oglejska cerkev začela delovati po dogovorjenih načelih na območju južno od Drave, torej v Karnioli in v Panoniji.
Pomembno delo pri širjenju krščanstva in pismenosti sta opravila tudi Konstantin in Metod iz Bizanca. Bogoslužje sta opravljala v  slovanskem jeziku, kar pa je bilo v nasprotju s prepričanjem salzburških škofov. Zaradi tega sta več delovala v Spodnji Panoniji. Konstantin, ki je kasneje prestopil v samostan in dobil ime Ciril, je sestavil pisavo glagolico in jo uporabil v svojem prevodu Svetega pisma.

## Krst prvih Slovanov
Takratni potek krsta je leta 811 podrobno opisal oglejski patriarh Maksencij, vendar tovrstni zapisi ne veljajo za verodostojne, saj so izredno enostranski. Sprejeli naj bi ga lahko le tisti, ki so bili dobro poučeni o krščanski veri ter so lahko samostojno, brez prisile, povedali, da verujejo v Kristusa. Prav zaradi tega je pokristjanjevanje potekalo v domačem jeziku. Obred se je začel s tem, da je krščenec dobil sol v usta, duhovnik pa mu je pihnil skozi nos. Po koncu prvega dela obreda so ga izprašali in odpovedati se je moral grehu. Nato so ga trikrat potopili v vodo ter ga mazilili s svetim oljem. Opis je povsem enostranski in ne prikazuje realnega stanja, kjer je bila predkrščanska stran preganjana in je bil krst edina izbira. Zaradi nasilnega pokristjanjevanja so kasneje sledili upori.

## Upori proti pokristjanjevanju
Pokristjanjevanju so sledili upori, s katerimi so hoteli pregnati krščansko vero. Dvakrat so se poskušali upreti, ampak so bili obakrat zatrti. Po smrti kneza Hotimira so se uprli tretjič. Tokrat so iz dežele za nekaj let pregnali vse krščanske duhovnike. Kristjani so se na oblast vrnili s pomočjo Bavarcev.

## Pokristjanjevanje v slovenski literaturi, poeziji in dramatiki
Krst v takratnem obdobju je opisal tudi slovenski pesnik France Prešeren v 3. delu znamenite povesti v verzih Krst pri Savici.
O pokristjanjevanju Slovencev so pisali pisatelji Mimi Malenšek, Oskar Hudales, Josip Jurčič, Ivan Matičič, Lev Detela, Josip Gruden, Josip Ogrinec, Ivan Vuk, Matija Prelesnik, Peter Bohinjec in Ivan Sivec. 
Prav tako so mnogi dramatiki vključevali temo pokristjanjevanja: Alojzij Merhar, Janez Krek, Anton Aškerc, Ivan Artač, Etbin Kristan, Metod Turnšek in še številni drugi.